# فرودگاه شهرستان سوت
فرودگاه شهرستان سوت (به انگلیسی: South County Airport) یک فرودگاه همگانی است که یک باند فرود آسفالت دارد و طول باند آن ۹۴۵ متر است. این فرودگاه در کشور ایالات متحده آمریکا قرار دارد و در ارتفاع ۸۵٫۶ متری از سطح دریا واقع شده است.